# Steal This Film II
Steal This Film II is een Zweedse documentaire uit 2007. Het is een vervolg van de film Steal This Film.  De film behandelt het onderwerp copyright en gaat in op de geschiedenis van dit verschijnsel. Daarnaast zet de film ook vraagtekens bij de zogenaamde illegale verspreiding van films, boeken en muziek. In de lijn van de ideologie van de makers is de film aan het publiek domein gedoneerd.
Dit is niet een vervolg op Steal This Movie uit 2000.

## Verwijzingen
- Officiële website
- Steal This Film II op YouTube